# Racková
Racková (deutsch Ratzkowa, früher Raczkowa) ist eine Gemeinde in Tschechien. Sie liegt sieben Kilometer nördlich von Zlín und gehört zum Okres Zlín.

## Geographie
Racková befindet sich am westlichen Fuße des Wisowitzer Berglandes über der Fryštácká brázda (Freistadtler Senke) im Tal des Baches Racková. Südlich erheben sich der Zadní vrch (423 m) und Hřeben (399 m), südwestlich die Skála (344 m) und der Holý kopec (313 m) sowie im Nordwesten der Hrádek (281 m). Zwei Kilometer nördlich des Dorfes entsteht die Autobahn D49.
Nachbarorte sind Horní Lapač und Sovárna im Norden, Kučovanice, Žabárna, Suché, Lukovské und Fryšták im Nordosten, Dolní Ves, Vylanta und Malý Kostelec im Osten, Kostelec, Zlínské Paseky, Kúty, Klábalka, Ostrá Horka und Mladcová im Südosten, Zbožensko, Chlum und Lhotka im Süden, Strhanec, Opršálka, Hostišová, Mysločovice und Lechotice im Südwesten sowie Žeranovice im Westen.

## Geschichte
Archäologische Funde von Keramik und geschliffenen Werkzeugen aus der Zeit um 6000 v. Chr. belegen eine Besiedlung des Gemeindegebietes seit der Jungsteinzeit.
Das heutige Dorf entstand wahrscheinlich während der großen Kolonisation zwischen dem 13. und der ersten Hälfte des 14. Jahrhunderts nach dem Lhotensystem. Die erste schriftliche Erwähnung des zur Herrschaft Količín gehörigen Dorfes Raczkowa einschließlich eines seit der Mitte des 14. Jahrhunderts bestehenden Freihofes erfolgte 1397, als nach dem Tode von Peter Holický von Sternberg dessen Erben Peter von Krawarn und Marquart von Sternberg die Burg Količín mit den Dörfern Blazice, Hostišová, Količín, Lechotice, Machová, Markov, Meziříčí, Míškovice, Mysločovice, Raczkowa, Sazovice, Siročý und Žeranovice an die Brüder Zdenko und Jesko Lukovský von Sternberg verkauften. Nach den Hussitenkriegen verkauften Zdenkos Nachkommen wegen finanzieller Nöte sukzessive Teile der Herrschaft; so auch im Jahre 1437 Raczkowa an Ondřej von Myšlany. Die Ritter von Myšlany, ein Adelsgeschlecht, das sich während der Hussitenkriege erfolgreich durchsetzen konnte, machten Raczkowa zum Sitz einer kleinen Herrschaft und hielten den Besitz bis zum Verkauf an Johann den Jüngeren von Sternberg im Jahre 1520. Dieser veräußerte die Herrschaft Raczkowa mit dem wüsten Dorf Syrotsko zwischen 1528 und 1529 an Katharina von Opatov. Deren Tochter Appolonia verkaufte die Herrschaft 1538 an Václav Obešlík von Lipultovice. 1549 ging das Dorf und die Feste über dessen Tochter an Bohuslav Ritter Kokorský von Kokor über.
Im Jahre 1603 kaufte Karl der Ältere von Zerotein Raczkowa auf und vereinigte es mit seiner Herrschaft Holešov, die er 1604 für 72.000 Gulden an die Grafen Popel von Lobkowicz veräußerte. Die Feste verfiel nach dem Verlust ihrer Funktion als Herrschaftssitz zunehmend und ging während des Dreißigjährigen Kriegs gänzlich unter. 1650 erwarb Johann von Rottal die Herrschaft. Nach dem Erlöschen des Geschlechts von Rottal fiel das Erbe 1762 Franz Anton von Rottals Schwiegersohn Franz Maximilian Nádasdy zu, der die Herrschaft an die Grafen Erdődy veräußerte. Diese lösten 1793 den nördlich des Dorfes gelegen herrschaftlichen Hof auf und ließen an seiner Stelle das Dorf Franzkowitz angelegen. Im Jahre 1834 lebten in den 47 Häusern von 284 Personen. Bis zur Mitte des 19. Jahrhunderts blieb der Ort nach Holešov untertänig.
Nach der Aufhebung der Patrimonialherrschaften bildete Ratzkowa / Lhota Ratzkowa ab 1850 eine Gemeinde in der Bezirkshauptmannschaft Holešov. 1858 verkauften die Grafen Erdődy ihre Güter in Holešov mit allem Zubehör an die Grafen von Würben. Der heutige Ortsname Racková wird seit 1872 verwendet. Im Jahre 1949 wurden die Gemeinden Franckovice und Racková zu einer Gemeinde Racková zusammengeschlossen. Ab 1950 gehörte Racková zum Okres Gottwaldov-okolí und ab 1960 zum Okres Gottwaldov, der seit 1990 wieder den Namen Okres Zlín trägt. Seit 1999 führt die Gemeinde ein Wappen und Banner. Gepfarrt ist das Dorf seit eh und jeh nach Žeranovice.

## Ortsgliederung
Für die Gemeinde Racková sind keine Ortsteile ausgewiesen. Racková besteht aus den Ortslagen Racková (Ratzkowa) und Franckovice (Franzkowitz) sowie den Einschichten Kučovanice (Unter Kuczowanitz), Opršálka und Strhanec.

## Sehenswürdigkeiten

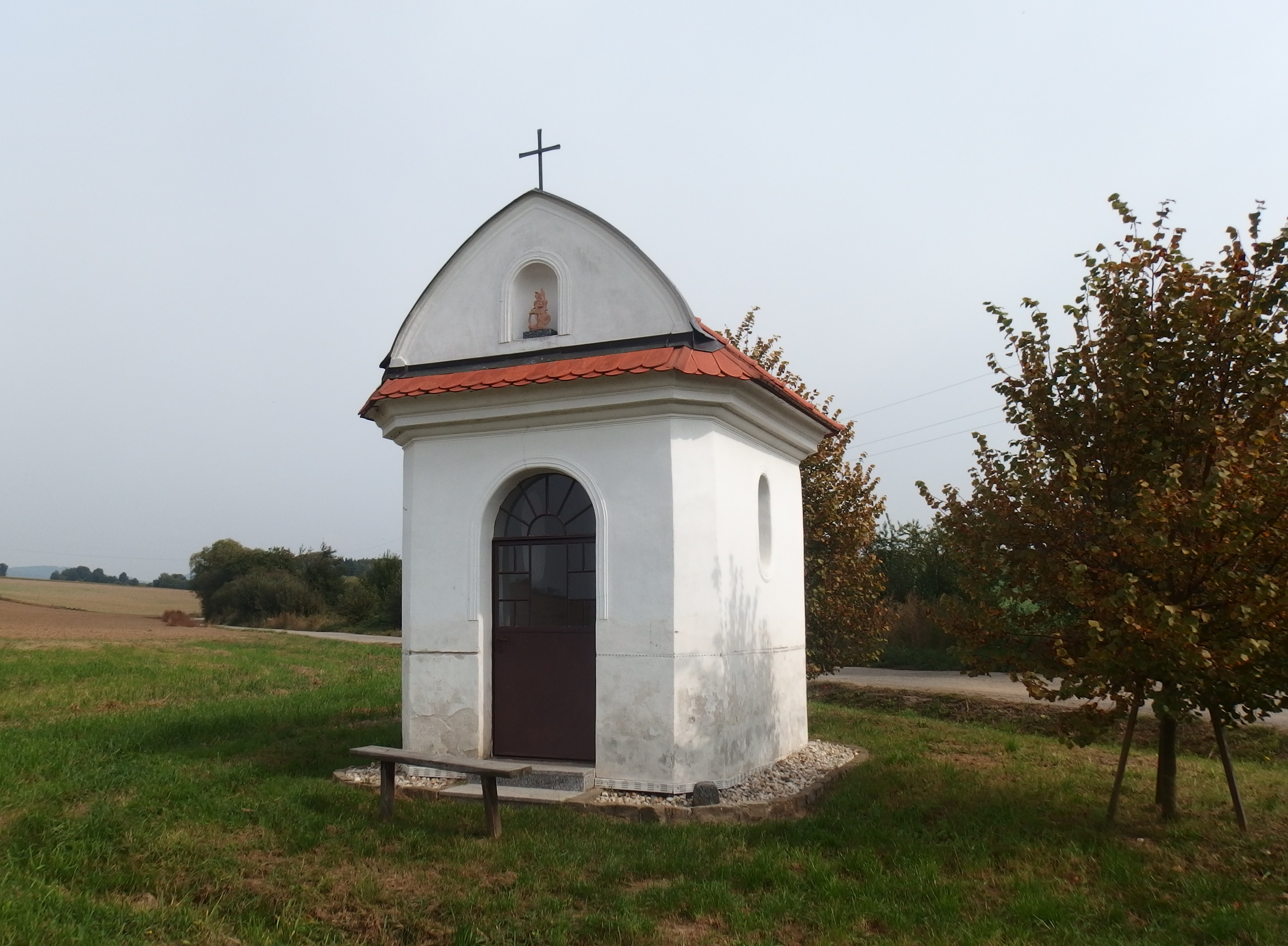
Kapelle des hl. Florian

- Kapelle des hl. Florian, errichtet im 19. Jahrhundert in einem Grund am östlichen Ortsausgang
- Zwei Kreuze am unteren Ortsende